# Новые историки
Новые историки (ивр. ההיסטוריונים החדשים‎) — группа израильских историков, занимающаяся пересмотром и подвергающая критике традиционные положения израильской историографии относительно новейшей истории Израиля. Так например, новые историки оспаривают традиционную израильскую версию о добровольном исходе палестинских беженцев в 1948 году или положение о том, что мир на Ближнем Востоке не был до сих пор достигнут в основном из-за непримиримости арабских стран, а не из-за противодействий Израиля.

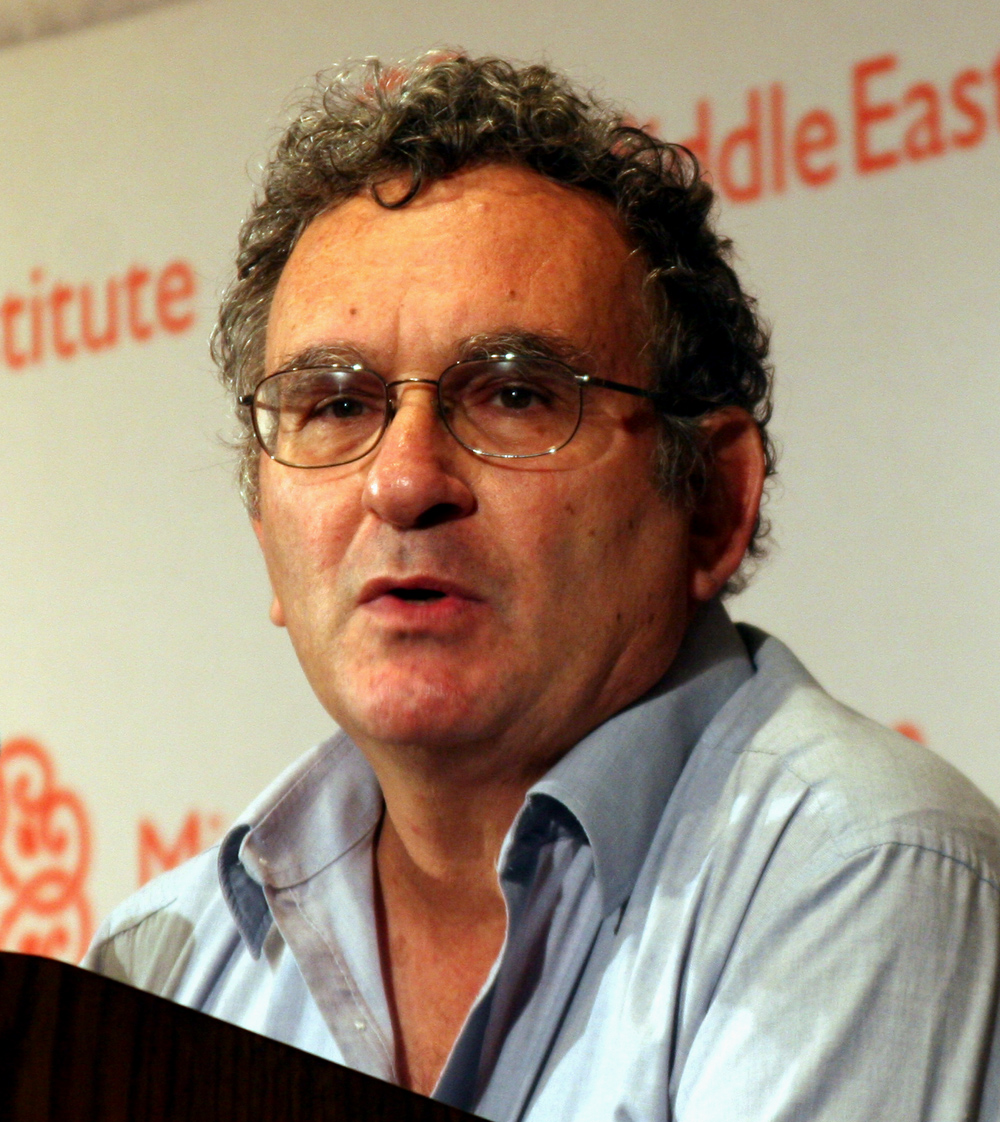
Бенни Моррис

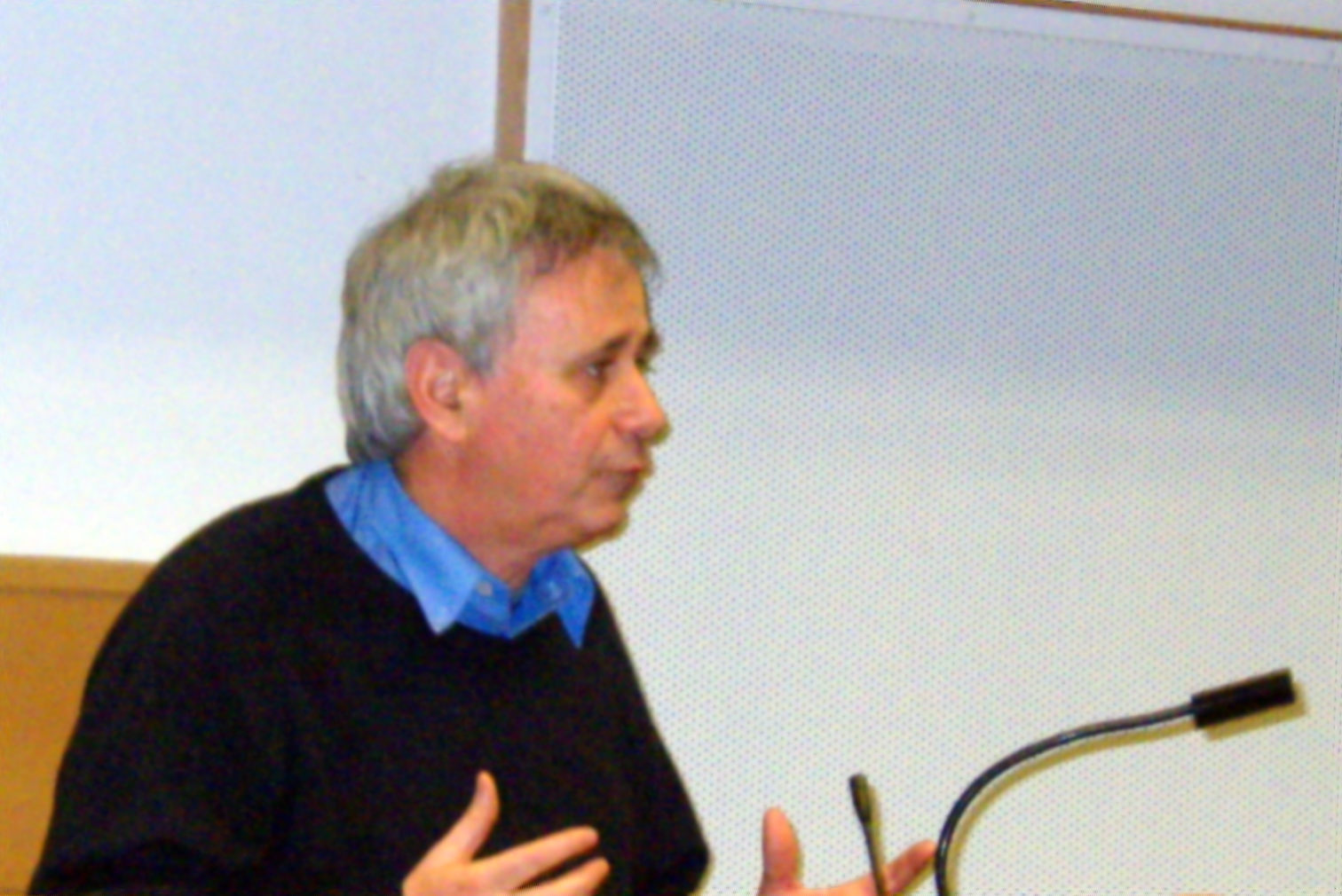
Илан Паппе

Новые историки не являются единой организованной группой. К данному течению относят таких историков, как Бенни Моррис, Ави Шлаим, Илан Паппе, Том Сегев, Хилель Коэн, Шломо Занд и Симха Флапан (которого стали причислять к группе уже после его смерти). Политические взгляды разных членов группы и периоды истории, на которых они специализируются, различны.

## Основные положения
Ави Шлаим определил отличия взглядов новых историков и израильской официальной историографии так:
- Согласно официальной версии, Британия во времена британского мандата в Палестине стремилась воспрепятствовать созданию еврейского государства. Согласно новым историкам, Британия, напротив, стремилась предотвратить создание палестинского государства.
- Согласно официальной версии, палестинские беженцы покинули свои дома добровольно. Согласно новым историкам, они были изгнаны или депортированы израильскими силами.
- Официальная версия говорит о том, что во время арабо-израильской войны 1947-1949 гг. приоритет в силе был на стороне арабов. Согласно новым историкам, приоритет как количественный, так и в вооружении был на стороне Израиля.
- Официальная версия говорит о том, что в 1948 году у арабов был скоординированный план по уничтожению Израиля. Новые историки говорят, что на самом деле арабы были разобщены.
- Согласно официальной версии, мир на Ближнем Востоке не достигнут из-за непримиримости арабов. Согласно новым историкам, в том, что мирный процесс находится в тупике, виноват Израиль.[1]